# Virgilio Zapatero
Virgilio Zapatero Gómez (ur. 26 czerwca 1946 w Cisneros) – hiszpański polityk, prawnik i nauczyciel akademicki, parlamentarzysta, w latach 1986–1993 minister.

## Życiorys
Z wykształcenia prawnik, doktoryzował się na Uniwersytecie Complutense w Madrycie, po czym podjął pracę jako nauczyciel akademicki. W 1970 dołączył do Hiszpańskiej Socjalistycznej Partii Robotniczej (PSOE). W latach 1977–1979 sprawował mandat posła do konstytuanty, następnie do 1994 był członkiem Kongresu Deputowanych I, II, III, IV i V kadencji. Reprezentował w nim prowincję Cuenca. W latach 1982–1986 pełnił funkcję sekretarza stanu odpowiedzialnego za relacje z Kortezami Generalnymi. W lipcu 1986 Felipe González powierzył mu stanowisko ministra do spraw kontaktów z parlamentem, które zajmował do lipca 1993.
Wycofał się później z działalności politycznej. Został profesorem filozofii prawa na Universidad de Alcalá, a w 2002 rektorem tej uczelni, pełniąc tę funkcję do 2010. Był też wiceprezesem banku Caja Madrid i następnie do 2012 członkiem zarządu banku Bankia.